# Skirsjön, Närke
Skirsjön är en sjö i Laxå kommun i Närke och ingår i Norrströms huvudavrinningsområde.